# Карліс Мюленбахс
Карліс Мюленбахс (латис. Kārlis Mīlenbahs; *18 січня 1853, Курляндська губернія — †27 березня 1916, Верро, Ліфляндська губернія) — латвійський мовознавець, педагог, перекладач, один з основоположників латвійського мовознавства і латвійської лексикографії.

## Біографія
Народився в родині лісника в Шкютес Кандавської волості. Спочатку навчався в Кандавській волосний школі, потім — у Тукумській окружний школі. У 1871 він вступив до Єлгавської гімназії. З 1876 в Дерптському університеті вивчав класичну філологію, закінчив в 1880 зі ступенем кандидата класичної філології, через нестачу коштів не міг залишитися в університеті, щоб звернутися до наукової діяльності. Мюленбахс отримав університетську золоту медаль за студентську конкурсну роботу Über die historisch-ethymologische Entwicklung der lateinischen Verba (про історико-етимологічний розвиток латвійського дієслова).
Був членом найстарішої латвійської студентської корпорації «Lettonia», членом Латвійської літературної спілки.
Мюленбахс вивчав питання синтаксису, лексики і правопису латвійської мови. Він був першим з латвійських мовознавців, хто звернувся до загального мовознавства — до питання про походження мови і теорій про першооснову артикульованої мови в історії людства.
Мюленбахс відомий як упорядник чотирьох томів повного тлумачного словника латвійської мови, цю роботу після смерті Мюленбахса закінчив і видав Яніс Ендзелінс в 1923-1932. Також спільно з Ендзелінсом Мюленбахс в 1907 написав «Латвійську граматику». У 1908 Мюленбахс керував реформою латвійського правопису — переходом від готичного письма до латвійського в теперішньому вигляді.
Мюленбахс також є автором більше сотні академічних статей з мови на латвійській та німецькій мовах і перекладачем «Одіссеї» (1890-1895).